# Mistrzostwa Stanów Zjednoczonych w szachach
Mistrzostwa Stanów Zjednoczonych w szachach – rozgrywki szachowe organizowane oficjalnie od 1889 r. i mające na celu wyłonienie najlepszych szachistów w Stanach Zjednoczonych. Do 1936 r. rozgrywane w formie meczów, a następnie – turniejów pod patronatem Federacji Szachowej Stanów Zjednoczonych.

## Lista zwycięzców w meczach
| Lata      | Mężczyźni         |
| --------- | ----------------- |
| 1889–1890 | Samuel Lipschütz  |
| 1890–1890 | Jackson Showalter |
| 1890–1892 | Max Judd          |
| 1892–1892 | Jackson Showalter |
| 1892–1893 | Samuel Lipschütz  |
| 1893–1894 | Jackson Showalter |
| 1894–1895 | Albert Hodges     |
| 1895–1896 | Jackson Showalter |
| 1897–1906 | Harry Pillsbury   |
| 1906–1909 | Jackson Showalter |
| 1909–1935 | Frank Marshall    |

## Lista zwycięzców w turniejach
| Rok  | Mężczyźni                                                                | Kobiety                                                                    |
| ---- | ------------------------------------------------------------------------ | -------------------------------------------------------------------------- |
| 1936 | Samuel Reshevsky                                                         |                                                                            |
| 1937 |                                                                          | Adele Rivero                                                               |
| 1938 | Samuel Reshevsky                                                         | Mona Karff                                                                 |
| 1940 | Samuel Reshevsky                                                         | Adele Rivero                                                               |
| 1941 |                                                                          | Mona Karff                                                                 |
| 1942 | Samuel Reshevsky                                                         | Mona Karff                                                                 |
| 1944 | Arnold Denker                                                            | Gisela Gresser                                                             |
| 1946 | Samuel Reshevsky                                                         | Mona Karff                                                                 |
| 1948 | Herman Steiner                                                           | Gisela Gresser, Mona Karff                                                 |
| 1951 | Larry Evans                                                              | Mary Bain                                                                  |
| 1953 |                                                                          | Mona Karff                                                                 |
| 1954 | Arthur Bisguier                                                          |                                                                            |
| 1955 |                                                                          | Gisela Gresser, Nancy Roos                                                 |
| 1957 |                                                                          | Gisela Gresser, Sonja Graf                                                 |
| 1958 | Bobby Fischer                                                            |                                                                            |
| 1959 | Bobby Fischer                                                            | Lisa Lane                                                                  |
| 1960 | Bobby Fischer                                                            |                                                                            |
| 1961 | Bobby Fischer                                                            |                                                                            |
| 1962 | Larry Evans                                                              | Gisela Gresser                                                             |
| 1963 | Bobby Fischer                                                            |                                                                            |
| 1964 | Bobby Fischer                                                            | Sonja Graf                                                                 |
| 1965 |                                                                          | Gisela Gresser                                                             |
| 1966 | Bobby Fischer                                                            | Gisela Gresser, Lisa Lane                                                  |
| 1967 | Bobby Fischer                                                            | Gisela Gresser                                                             |
| 1968 | Larry Evans                                                              |                                                                            |
| 1969 | Samuel Reshevsky                                                         | Gisela Gresser                                                             |
| 1970 | Samuel Reshevsky                                                         |                                                                            |
| 1972 | Robert Byrne                                                             | Eva Aronson, Marilyn Koput                                                 |
| 1973 | Lubomir Kavalek, John Grefe                                              |                                                                            |
| 1974 | Walter Browne                                                            | Mona Karff                                                                 |
| 1975 | Walter Browne                                                            | Diane Savereide                                                            |
| 1976 |                                                                          | Diane Savereide                                                            |
| 1977 | Walter Browne                                                            |                                                                            |
| 1978 | Lubomir Kavalek                                                          | Diane Savereide, Rachel Crotto                                             |
| 1979 |                                                                          | Rachel Crotto                                                              |
| 1980 | Walter Browne, Larry Christiansen, Larry Evans                           |                                                                            |
| 1981 | Walter Browne, Yasser Seirawan                                           | Diane Savereide                                                            |
| 1983 | Walter Browne, Larry Christiansen, Roman Dżindżichaszwili                |                                                                            |
| 1984 | Lew Alburt                                                               | Diane Savereide                                                            |
| 1985 | Lew Alburt                                                               |                                                                            |
| 1986 | Yasser Seirawan                                                          | Inna Izraiłow                                                              |
| 1987 | Joel Benjamin, Nick de Firmian                                           | Anna Achszarumowa                                                          |
| 1988 | Michael Wilder                                                           |                                                                            |
| 1989 | Roman Dżindżichaszwili, Stuart Rachels, Yasser Seirawan                  | Alexey Root                                                                |
| 1990 | Lew Alburt                                                               | Jelena Donaldson-Achmyłowska                                               |
| 1991 | Gata Kamski                                                              | Esther Epstein, Irina Lewitina                                             |
| 1992 | Patrick Wolff                                                            | Irina Lewitina                                                             |
| 1993 | Aleksandr Szabałow, Aleksiej Jermolinski                                 | Jelena Donaldson-Achmyłowska, Irina Lewitina                               |
| 1994 | Boris Gulko                                                              | Jelena Donaldson-Achmyłowska                                               |
| 1995 | Nick de Firmian, Patrick Wolff, Aleksandr Iwanow                         | Andżelina Biełakowska, Sharon Burtman                                      |
| 1996 | Aleksiej Jermolinski                                                     | Andżelina Biełakowska                                                      |
| 1997 | Joel Benjamin                                                            | Esther Epstein                                                             |
| 1998 | Nick de Firmian                                                          | Irina Krush                                                                |
| 1999 | Boris Gulko                                                              | Andżelina Biełakowska                                                      |
| 2000 | Joel Benjamin, Aleksandr Szabałow, Yasser Seirawan                       | Elina Groberman, Camilla Baginskaite                                       |
| 2002 | 1. Larry Christiansen 2. Nick de Firmian 3. Boris Kreiman                | 1. Jennifer Shahade 2. Camilla Baginskaite 3. Jelena Donaldson-Achmyłowska |
| 2003 | 1. Aleksandr Szabałow 2. Grigorij Kajdanow 3. Aleksandr Goldin           | 1. Anna Hahn 2. Irina Krush 3. Jennifer Shahade                            |
| 2004 |                                                                          | 1. Jennifer Shahade 2. Irina Krush 3. Anna Zatonskih                       |
| 2005 | 1. Hikaru Nakamura 2. Aleksander Stripunski 3. Grigorij Kajdanow         | 1. Rusudan Goletiani 2. Tatev Abrahamyan 3. Irina Krush                    |
| 2006 | 1. Aleksander Oniszczuk 2. Jurij Szulman                                 | 1. Anna Zatonskih 2. Rusudan Goletiani                                     |
| 2007 | 1. Aleksandr Szabałow 2. Aleksander Oniszczuk 3. Grigorij Kajdanow       | 1. Irina Krush 2. Katerina Rohonyan 3. Anna Zatonskih                      |
| 2008 | 1. Jurij Szulman 2. Aleksander Oniszczuk 3. Siergiej Kudrin              | 1. Anna Zatonskih 2. Irina Krush 3. Katerina Rohonyan                      |
| 2009 | 1. Hikaru Nakamura 2. Robert Hess 3. Aleksander Oniszczuk                | 1. Anna Zatonskih 2. Camilla Baginskaite 3. Irina Krush                    |
| 2010 | 1. Gata Kamski 2. Jurij Szulman 3. Aleksander Oniszczuk, Hikaru Nakamura | 1. Irina Krush 2. Anna Zatonskih 3. Tatev Abrahamyan                       |
| 2011 | 1. Gata Kamski 2. Jurij Szulman 3. Samuel Shankland                      | 1. Anna Zatonskih 2. Tatev Abrahamyan 3. Irina Krush                       |
| 2012 | 1. Hikaru Nakamura 2. Gata Kamski 3. Aleksander Oniszczuk                | 1. Irina Krush 2. Anna Zatonskih 3. Rusudan Goletiani                      |
| 2013 | 1. Gata Kamski 2. Alejandro Ramírez 3. Aleksander Oniszczuk              | 1. Irina Krush 2. Anna Zatonskih 3. Tatev Abrahamyan                       |
| 2014 | 1. Gata Kamski 2. Warużan Hakopian 3. Aleksandr Lenderman                | 1. Irina Krush 2. Tatev Abrahamyan 3. Anna Zatonskih                       |
| 2015 | 1. Hikaru Nakamura 2. Ray Robson 3. Wesley So                            | 1. Irina Krush 2. Nazi Paikidze 3. Kateřina Němcová                        |

## Mistrzowie Stanów Zjednoczonych w szachach korespondencyjne
1. Anthony Cayford (1974–1976)
2. Eugene Martinovsky (1976–1978)
3. Victor Contoski (1978–1980)
4. Curtis Carlson (1980–1982)
5. Paul Fielding – Kiven Plesset (1983–1985)
6. Robert Reynolds (1985–1987)
7. David Taylor (1987–1990)
8. Marc Lonof –  Eugene Martinovsky (1990–1993)
9. Stephen Jones (1991–1993)
10. Jon Edwards (1993–1997)
11. Stephen Jones –  Timothy Murray – Robin Smith (1995–1998)
12. Craig Jones – Konstantin Dolgitser (1997−2000)
13. Robin Smith (1999–2002)
14. Randy Schmidt (2002–2005)[19]
15. Edward Duliba (2003–2006)[20]
16. Lawrence Coplin – Thomas Biedermann (2007−2010)[21]
17. Edward Duliba (2088-2010)[22]
18. John Ballow (2009–2011)[23]
19. Wolff Morrow (2012–2014)[24]
20. Grayling Hill (2014–2015)[25]
21. Oliver Koo (2018–2021)[26]
22. Kenneth Reinhardt (2020–2022)[27]
23. Robert Cousins –  Thomas Biedermann (2022–2023)[28]